# Ордал
Ордал (норв. Årdal) — коммуна в фюльке Вестланн (до 1 января 2020 года — в фюльке Согн-ог-Фьюране) в Норвегии. Административный центр коммуны — город Ордалстанген. Официальный язык — нюнорск. Площадь — 976,42 км². Население на 2007 год составляло 5562 человек.

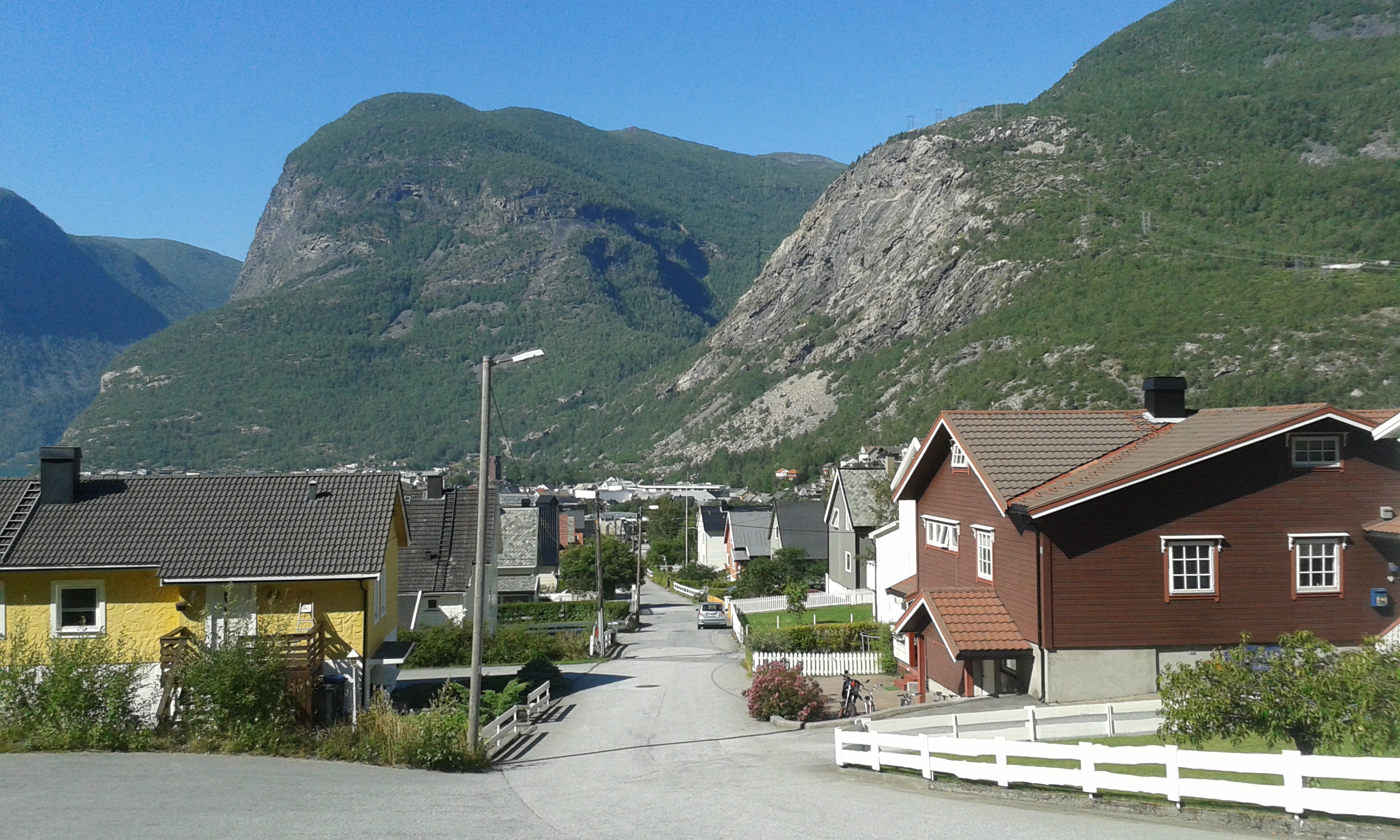
Ордал в августе 2015 года
Динамика численности населения